# 쌍방울그룹
쌍방울그룹(영어: SBW Group)는 대한민국의 내의 업체 쌍방울의 지주회사이다.
1963년에 설립하였으나, 2025년 2월 4일 대북송금 사건 영향으로 각사 독자경영으로 바뀌었다. 사실상 해체로 분석된다.